# Begraafplaats van Trouville-sur-Mer
De Begraafplaats van Trouville-sur-Mer is een begraafplaats in de Franse gemeente Trouville-sur-Mer (departement Calvados). De begraafplaats is ongeveer 2,6 ha groot en ligt op een helling met twee niveaus. Ze ligt 1 km ten zuidoosten van het centrum van de gemeente (Église Notre-Dame-des-Victoires). Op de begraafplaats staat een gedenkteken voor de gesneuvelde soldaten uit de gemeente.

## Militaire graven

### Franse graven

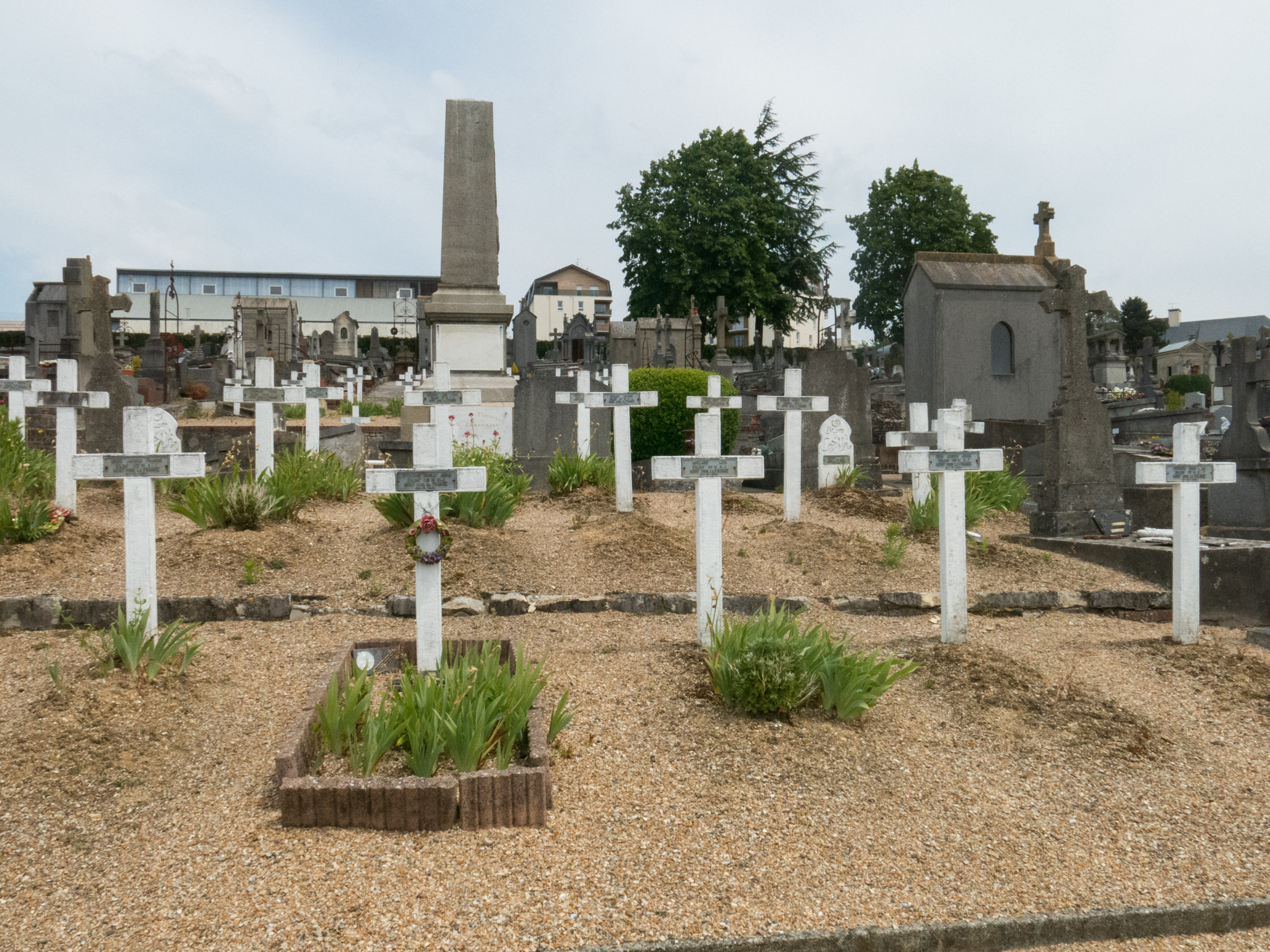
Franse graven

In een militair perk liggen de graven van bijna honderd Franse gesneuvelde soldaten uit beide wereldoorlogen waaronder 5 graven van soldaten uit de toenmalige Noord-Afrikaanse kolonies.

### Britse graven
Op de begraafplaats liggen ook 2 Britse gesneuvelden uit de Eerste Wereldoorlog en 2 uit de Tweede Wereldoorlog. 
- Charles Feeney, schutter bij de Royal Ulster Rifles werd onderscheiden met de Military Medal (MM). Hij sneuvelde op 24 augustus 1944.

Hun graven worden onderhouden door de Commonwealth War Graves Commission en zijn daar geregistreerd als Trouville Communal Cemetery.